# Bloccati dalla neve
Bloccati dalla neve (Snow Business) è un film del 1953 diretto da Friz Freleng. È un cortometraggio d'animazione della serie Looney Tunes, distribuito negli Stati Uniti il 17 gennaio 1953. Dal 1997 viene distribuito col titolo Il gatto delle nevi.

## Trama
Un addetto alla sicurezza si rifiuta di far ritornare la Nonna alla sua baita di montagna perché le strade sono bloccate a causa di una forte tempesta di neve, ma la Nonna implora di lasciarla passare perché il suo uccello e il suo gatto sono intrappolati all'interno della baita e morirebbero di fame. Nel frattempo, Silvestro e Titti sono soli nella baita, e apprendono dalla radio che le strade rimarranno bloccate per sei settimane. In preda al panico, Silvestro cerca cibo ovunque non trovando altro che canapuccia e altri mangimi per uccelli. Silvestro tenta quindi più volte di mangiare Titti, inducendo l'ingenuo canarino a credere che vari metodi di cottura siano giochi. I tentativi di Silvestro sono continuamente interrotti da un topo che è ancora più affamato e disperato di lui, tanto da provare a mangiare il gatto. La situazione sembra risolversi quando la Nonna riesce a tornare alla baita a piedi portando del cibo. Tuttavia esso si scopre essere solo altra canapuccia per uccelli, con grande dispiacere di Silvestro che non può far altro che mangiarla controvoglia. Mentre Titti chiede a Silvestro se gli piace la canapuccia, il topo porta la coda del gatto nella sua tana e, dopo avergli versato sopra del latte, la morde facendolo urlare di dolore, così Titti osserva: "Che esagerato, mica è così cattiva!".

## Distribuzione

### Edizione italiana
Il corto fu distribuito in Italia il 30 novembre 1966 nel programma Miao, miao... arriba, arriba!. Il doppiaggio fu eseguito dalla S.A.S. Negli anni ottanta il corto fu ridoppiato per la televisione dalla Effe Elle Due sotto la direzione di Franco Latini su dialoghi di Maria Pinto. Entrambi i doppiaggi furono eseguiti senza utilizzare la colonna internazionale, quindi la musica presente durante i dialoghi fu sostituita (nel primo caso) o rimossa (nel secondo) e la canzone di Titti fu mantenuta in inglese. Nel 1997, per l'inserimento nella VHS Le stelle di Space Jam: Silvestro e Titti, il corto fu ridoppiato dalla Angriservices Edizioni sotto la direzione di Renzo Stacchi.

### Edizioni home video

#### VHS
America del Nord
- Stars of Space Jam: Sylvester and Tweety (26 novembre 1996)
- Sylvester and Tweety: The Best Yeows of Our Lives (1992)

Italia
- Miao... miao... Arriba, arriba!!!, 2ª parte (1987)[5]
- Le stelle di Space Jam: Silvestro e Titti (marzo 1997)
- Titti: Casa dolce casa (maggio 2000)

#### Laserdisc
- Sylvester & Tweety's Bad Ol' Putty Tat Blues (1994)

#### DVD
Il corto fu pubblicato in DVD-Video in America del Nord nel terzo disco della raccolta Looney Tunes Golden Collection: Volume 2 (intitolato Tweety and Sylvester and Friends) distribuita il 2 novembre 2004; il DVD fu pubblicato in Italia il 16 marzo 2005 nella collana Looney Tunes Collection, col titolo Titti e Silvestro. In America del Nord fu inserito anche nel primo disco della raccolta DVD Looney Tunes Spotlight Collection Volume 2, uscita il 2 novembre 2004. In Italia fu invece incluso nel DVD Il tuo simpatico amico Tweety uscito il 9 settembre 2009 e, nella versione non restaurata, nel DVD Tweety: Casa dolce casa uscito il 23 giugno 2010. Fu quindi incluso nel DVD Tweety & Silvestro della collana Looney Tunes Super Stars, uscito in America del Nord il 30 novembre 2010 e in Italia l'8 dicembre.